# Salsola pachoi
Salsola pachoi är en amarantväxtart som beskrevs av Georg Ludwig August Volkens och Paul Friedrich August Ascherson. Salsola pachoi ingår i släktet sodaörter, och familjen amarantväxter. Inga underarter finns listade i Catalogue of Life.